# ストックトン (DD-646)
| USS Stockton (DD-646) broadside view c1943. | USS Stockton (DD-646) broadside view c1943.                                                                                          |
| 艦歴                                        | 艦歴 |
| ------------------------------------------- | --- |
| 造船所                                      | ニュージャージー州カーニー フェデラル・シップビルディング・アンド・ドライドック社                                                    |
| 起工                                        | 1942年7月24日 |
| 進水                                        | 1942年11月11日 |
| 就役                                        | 1943年1月11日 |
| 退役                                        | 1946年5月16日 |
| その後                                      | |
| 除籍                                        | 1971年7月1日 |
| 性能諸元                                    | |
| 排水量                                      | 1,630トン |
| 全長                                        | 106.15m |
| 全幅                                        | 11.00m |
| 吃水                                        | 3.61 m |
| 最大速力                                    | 37.4ノット |
| 乗員                                        | 士官16名、兵員260名 |
| 兵装                                        | Mk 12 5インチ砲4門 ボフォース 40mm機関砲4門 12.7mm機銃5基 21インチ魚雷発射管5門 エリコンFF 20 mm 機関砲5基 爆雷投射機6基 爆雷軌条2軌 |

ストックトン (USS Stockton, DD-646) は、第二次世界大戦でのアメリカ海軍のグリーブス級駆逐艦の一隻。艦名は海軍軍人のロバート・ストックトンに因んだ艦として3隻目となる。

## 造船
ストックトンは1942年7月24日にニュージャージー州カーニーのフェデラル・シップビルディング・アンド・ドライドック社で起工し、1942年11月11日に進水した。そして、1943年1月11日にR. E.ブラッディ大尉指揮下で就役した。

## 戦歴

### 1943年・1944年の戦い
テスト航海の後、1943年3月15日大西洋艦隊に編入される。5月28日から1944年1月3日までニューヨークと北アフリカ間の輸送船団の護衛を4回行った。
その後ストックトンは第7艦隊に編入され、アドミラルティ諸島の戦いに召集される。2月29日から3日間に渡り艦砲射撃を行いロスネグロス島への揚陸部隊を支援した。3月19日にはマヌス島ゼーアドラー湾への揚陸支援を行う。4月22日のフンボルト湾への揚陸および5月17日のワクデ島上陸の際には対空・対潜警戒艦として参加した。5月27日からのビアク島の戦いでは沿岸砲の攻撃により小規模な損傷を受ける。6月12日、中央に爆撃を受け航行不能となった駆逐艦カーク(USS Kalk, DD-611)をフンボルト湾へ曳航した。
その後もニューギニア方面の作戦に従事する。8月22日にストックトンはニューギニアを離れ、パラオ攻略を行う第3艦隊へ編入され、10月14日まで護衛活動に従事する。

### 1945年の戦い
ワシントン州シアトルで検査をした後、1945年1月24日真珠湾にて訓練を行う。その後2月10日から3月9日にかけ硫黄島の戦いへの航空支援を行う護衛空母の護衛を行うが、2月21日、神風特別攻撃隊第二御盾隊により護衛していたビスマーク・シーが沈没し、ルンガ・ポイントが損傷する。3月18日からは沖縄戦及び日本への空襲を行う艦艇への補給部隊の護衛を行った。沖縄戦前々日の3月31日には沖縄島南東1026km地点付近、北緯25度29分 東経128度35分 / 北緯25.483度 東経128.583度において、駆逐艦モリソン(USS Morrison, DD-560)とともに伊号第八潜水艦を撃沈した。また4月上旬、給油艦アシュタブラ (USS Ashtabula, AO-51) およびエスカランテ (USS Escalante, AO-70) と相次いで衝突し右舷側に大きな損傷を被った駆逐艦ソーントンに対し、放棄命令を出している。

## 戦後
10月15日、ストックトンは日本を出発し、シンガポールおよびケープタウンを経由しニューヨークへ帰投した。1946年5月16日に退役しサウスカロライナ州チャールストンへ廻航される。1971年7月1日に除籍され、解体された。
ストックトンは第二次世界大戦で8つの従軍星章を受賞した。